# Alberto de la Bella
Alberto de la Bella Madueño (Santa Coloma de Gramenet, 2 dicembre 1985) è un ex calciatore spagnolo, di ruolo difensore.

## Palmarès

### Club

#### Competizioni nazionali
- Campionato greco: 1

Olympiakos: 2016-2017